# Olympische Sommerspiele 2020/Teilnehmer (Nigeria)
| Gelbes Symbol für Goldmedaillen mit stilisierten Olympischen Ringen | Graues Symbol für Silbermedaillen mit stilisierten Olympischen Ringen | Braundes Symbol für Bronzemedaillen mit stilisierten Olympischen Ringen |
| ------------------------------------------------------------------- | --------------------------------------------------------------------- | ----------------------------------------------------------------------- |
| —                                                                   | 1                                                                     | 1                                                                       |

Nigeria nahm an den Olympischen Spielen 2020 in Tokio mit 56 Sportlern in zehn Sportarten teil. Es war die insgesamt 17. Teilnahme an Olympischen Sommerspielen.

## Teilnehmer nach Sportarten

### Badminton
| Athleten                               | Wettbewerb | Gruppenphase                | Gruppenphase      | Gruppenphase | Gruppenphase | Achtelfinale  | Achtelfinale  | Viertelfinale | Viertelfinale | Halbfinale    | Halbfinale    | Finale        | Finale        | Rang          |
| Athleten                               | Wettbewerb | Gegner                      | Ergebnis          | Punkte       | Rang         | Gegner        | Ergebnis      | Gegner        | Ergebnis      | Gegner        | Ergebnis      | Gegner        | Ergebnis      | Rang          |
| -------------------------------------- | ---------- | --------------------------- | ----------------- | ------------ | ------------ | ------------- | ------------- | ------------- | ------------- | ------------- | ------------- | ------------- | ------------- | ------------- |
| Frauen                                 |            |                             |                   |              |              |               |               |               |               |               |               |               |               |               |
| Dorcas Ajoke Adesokan                  | Einzel     | C. Azurmendi                | 0:2 (10:21, 2:21) | 21:84        | 3            | ausgeschieden | ausgeschieden | ausgeschieden | ausgeschieden | ausgeschieden | ausgeschieden | ausgeschieden | ausgeschieden | ausgeschieden |
| Dorcas Ajoke Adesokan                  | Einzel     | An S.-y.                    | 0:2 (3:21, 6:21)  | 21:84        | 3            | ausgeschieden | ausgeschieden | ausgeschieden | ausgeschieden | ausgeschieden | ausgeschieden | ausgeschieden | ausgeschieden | ausgeschieden |
| Männer                                 |            |                             |                   |              |              |               |               |               |               |               |               |               |               |               |
| Godwin Olofua Anuoluwapo Juwon Opeyori | Doppel     | H. Endō / Y. Watanabe       | 0:2 (2:21, 7:21)  | 44:126       | 4            | ausgeschieden | ausgeschieden | ausgeschieden | ausgeschieden | ausgeschieden | ausgeschieden | ausgeschieden | ausgeschieden | ausgeschieden |
| Godwin Olofua Anuoluwapo Juwon Opeyori | Doppel     | K. Astrup / A. S. Rasmussen | 0:2 (7:21, 10:21) | 44:126       | 4            | ausgeschieden | ausgeschieden | ausgeschieden | ausgeschieden | ausgeschieden | ausgeschieden | ausgeschieden | ausgeschieden | ausgeschieden |
| Godwin Olofua Anuoluwapo Juwon Opeyori | Doppel     | W. Iwanow / I. Sosonow      | 0:2 (8:21, 10:21) | 44:126       | 4            | ausgeschieden | ausgeschieden | ausgeschieden | ausgeschieden | ausgeschieden | ausgeschieden | ausgeschieden | ausgeschieden | ausgeschieden |

### Basketball

#### Basketball
| Wettbewerb    | Damen | Herren |
| ------------- | --- | --- |
| Athleten      | Promise Amukamara Elizabeth Balogun Oderah Chidom Adaora Elonu Ify Ibekwe Ezinne Kalu Pallas Kunaiyi-Akpannah Victoria Macaulay Aisha Mohammed Atonye Nyingifa Erica Ogwumike Amy Okonkwo | Precious Achiuwa Caleb Agada Obi Emegano Chimezie Metu Ike Nwamu Jordan Nwora Jahlil Okafor Josh Okogie Chikezie Okpala Olumiye Oni Ekpe Udoh Nnamdi Vincent |
| Coach         | Otis Hughley Jr. | Mike Brown |
| Gruppenphase  | Vereinigte Staaten (72–81) Frankreich (62–87) Japan (83–102) | Australien (67–84) Deutschland (92–99) Italien (71–80) |
| Viertelfinale | ausgeschieden | ausgeschieden |
| Halbfinale    | ausgeschieden | ausgeschieden |
| Finale        | ausgeschieden | ausgeschieden |
| Platzierung   | 11. Platz | 10. Platz |

### Kanu

#### Kanurennsport
| Athleten      | Wettbewerb | Vorlauf  | Vorlauf | Viertelfinale | Viertelfinale | Halbfinale    | Halbfinale    | B-Finale      | B-Finale      | Finale        | Finale        | Rang |
| Athleten      | Wettbewerb | Zeit     | Rang    | Zeit          | Rang          | Zeit          | Rang          | Zeit          | Rang          | Zeit          | Rang          | Rang |
| ------------- | ---------- | -------- | ------- | ------------- | ------------- | ------------- | ------------- | ------------- | ------------- | ------------- | ------------- | ---- |
| Frauen        |            |          |         |               |               |               |               |               |               |               |               |      |
| Ayomide Bello | C-1 200 m  | 47,539 s | 3       | 47,236 s      | 3             | ausgeschieden | ausgeschieden | ausgeschieden | ausgeschieden | ausgeschieden | ausgeschieden | 19   |

### Leichtathletik
Laufen und Gehen 
Die nigerianische 4 × 400-m-Mixed-Staffel stellte einen neuen afrikanischen Rekord auf. Dennoch reichte es nicht zur Qualifikation für das Finale.
| Athleten                                                                                  | Wettbewerb      | Runde 1     | Runde 1 | Halbfinale    | Halbfinale    | Finale        | Finale        | Rang          |
| Athleten                                                                                  | Wettbewerb      | Zeit        | Rang    | Zeit          | Rang          | Zeit          | Rang          | Rang          |
| ----------------------------------------------------------------------------------------- | --------------- | ----------- | ------- | ------------- | ------------- | ------------- | ------------- | ------------- |
| Frauen                                                                                    |                 |             |         |               |               |               |               |               |
| Nzubechi Grace Nwokocha                                                                   | 100 m           | 11,00 s     | 7       | 11,07 s       | 12            | ausgeschieden | ausgeschieden | ausgeschieden |
| Nzubechi Grace Nwokocha                                                                   | 200 m           | 22,47 s     | 7       | 22,47 s       | 9             | ausgeschieden | ausgeschieden | ausgeschieden |
| Blessing Okagbare                                                                         | 100 m           | 11,05 s     | 9       | DSQ           | DSQ           | ausgeschieden | ausgeschieden | ausgeschieden |
| Blessing Okagbare                                                                         | 200 m           | DSQ         | DSQ     | DSQ           | DSQ           | DSQ           | DSQ           | DSQ           |
| Favour Ofili                                                                              | 200 m           | DSQ         | DSQ     | DSQ           | DSQ           | DSQ           | DSQ           | DSQ           |
| Patience Okon George                                                                      | 400 m           | 52,41 s     | 7       | ausgeschieden | ausgeschieden | ausgeschieden | ausgeschieden | ausgeschieden |
| Tobi Amusan                                                                               | 100 m Hürden    | 12,76 s     | 6       | 12,62 s       | 4             | 12,60 s       | 4             | 4             |
| Tobi Amusan Nzubechi Grace Nwokocha Patience Okon George Ese Brume                        | 4 × 100 m       | 43,25 s     | 12      | —             | —             | ausgeschieden | ausgeschieden | ausgeschieden |
| Männer                                                                                    |                 |             |         |               |               |               |               |               |
| Enoch Adegoke                                                                             | 100 m           | 9,98 s      | 4       | 10,00 s       | 9             | DNF           | –             | 7             |
| Usheoritse Itsekiri                                                                       | 100 m           | 10,15 s     | 22      | 10,29 s       | 22            | ausgeschieden | ausgeschieden | ausgeschieden |
| Divine Oduduru                                                                            | 100 m           | DSQ         | DSQ     | ausgeschieden | ausgeschieden | ausgeschieden | ausgeschieden | ausgeschieden |
| Divine Oduduru                                                                            | 200 m           | 20,36 s     | 9       | 20,16 s       | 9             | ausgeschieden | ausgeschieden | ausgeschieden |
| Mixed                                                                                     |                 |             |         |               |               |               |               |               |
| Ifeanyi Emmanuel Ojeli Imaobong Nse Uko Samson Oghenewegba Nathaniel Patience Okon George | 4 × 400 m Mixed | 3:13,60 min | 12      | —             | —             | ausgeschieden | ausgeschieden | ausgeschieden |

 Springen und Werfen 
| Athleten              | Wettbewerb  | Qualifikation | Qualifikation | Finale        | Finale        | Rang          |
| Athleten              | Wettbewerb  | Weite/Höhe    | Rang          | Weite/Höhe    | Rang          | Rang          |
| --------------------- | ----------- | ------------- | ------------- | ------------- | ------------- | ------------- |
| Frauen                |             |               |               |               |               |               |
| Ese Brume             | Weitsprung  | 6,76 m        | 6             | 6,97 m        | 3             | Bronze        |
| Annette Echikunwoke   | Hammerwurf  | DNS           | DNS           | ausgeschieden | ausgeschieden | ausgeschieden |
| Männer                |             |               |               |               |               |               |
| Chukwuebuka Enekwechi | Kugelstoßen | 22,16 m       | 7             | 19,74 m       | 12            | 12            |

### Ringen

#### Freier Stil
Legende: G = Gewonnen, V = Verloren, S = Schultersieg
| Athleten           | Wettbewerb       | Achtelfinale  | Achtelfinale | Viertelfinale      | Viertelfinale | Halbfinale         | Halbfinale    | Hoffnungsrunde Halbfinale | Hoffnungsrunde Halbfinale | Hoffnungsrunde Finale | Hoffnungsrunde Finale | Finale          | Finale        | Rang   |
| Athleten           | Wettbewerb       | Gegner        | Ergebnis     | Gegner             | Ergebnis      | Gegner             | Ergebnis      | Gegner                    | Ergebnis                  | Gegner                | Ergebnis              | Gegner          | Ergebnis      | Rang   |
| ------------------ | ---------------- | ------------- | ------------ | ------------------ | ------------- | ------------------ | ------------- | ------------------------- | ------------------------- | --------------------- | --------------------- | --------------- | ------------- | ------ |
| Frauen             |                  |               |              |                    |               |                    |               |                           |                           |                       |                       |                 |               |        |
| Adijat Idris       | Klasse bis 50 kg | O. Liwatsch   | V 0:10       | ausgeschieden      | ausgeschieden | ausgeschieden      | ausgeschieden | ausgeschieden             | ausgeschieden             | ausgeschieden         | ausgeschieden         | ausgeschieden   | ausgeschieden | 15     |
| Odunayo Adekuoroye | Klasse bis 57 kg | A. Nichita    | V 8:2S       | ausgeschieden      | ausgeschieden | ausgeschieden      | ausgeschieden | ausgeschieden             | ausgeschieden             | ausgeschieden         | ausgeschieden         | ausgeschieden   | ausgeschieden | 13     |
| Aminat Adeniyi     | Klasse bis 62 kg | I. Koljadenko | V 4:2S       | ausgeschieden      | ausgeschieden | ausgeschieden      | ausgeschieden | ausgeschieden             | ausgeschieden             | ausgeschieden         | ausgeschieden         | ausgeschieden   | ausgeschieden | 16     |
| Blessing Oborududu | Klasse bis 68 kg | E. Manolowa   | G 13:2       | M. Dschumanasarowa | G 3:2         | Sorondsonboldyn B. | G 7:2         | —                         | —                         | —                     | —                     | T. Mensah-Stock | V 1:4         | Silber |
| Männer             |                  |               |              |                    |               |                    |               |                           |                           |                       |                       |                 |               |        |
| Ekerekeme Agiomor  | Klasse bis 86 kg | D. Punia      | V 1:12       | ausgeschieden      | ausgeschieden | ausgeschieden      | ausgeschieden | ausgeschieden             | ausgeschieden             | ausgeschieden         | ausgeschieden         | ausgeschieden   | ausgeschieden | 13     |

### Rudern
| Athleten    | Wettbewerb | Vorlauf     | Vorlauf | Vorlauf       | Hoffnungslauf | Hoffnungslauf | Hoffnungslauf  | Viertelfinale | Viertelfinale | Viertelfinale | Halbfinale  | Halbfinale | Halbfinale    | Finale      | Finale | Rang |
| Athleten    | Wettbewerb | Zeit        | Platz   | Qualifikation | Zeit          | Platz         | Qualifikation  | Zeit          | Platz         | Qualifikation | Zeit        | Platz      | Qualifikation | Zeit        | Platz  | Rang |
| ----------- | ---------- | ----------- | ------- | ------------- | ------------- | ------------- | -------------- | ------------- | ------------- | ------------- | ----------- | ---------- | ------------- | ----------- | ------ | ---- |
| Frauen      |            |             |         |               |               |               |                |               |               |               |             |            |               |             |        |      |
| Esther Toko | Einer      | 8:58,49 min | 5       | Hoffnungslauf | 9:07,54 min   | 4             | Halbfinale E/F | –             | –             | –             | 9:07,70 min | 3          | Finale E      | 8:42,78 min | 6      | 30   |

### Schwimmen
| Athleten         | Wettbewerb     | Vorlauf    | Vorlauf | Halbfinale    | Halbfinale    | Finale        | Finale        | Rang |
| Athleten         | Wettbewerb     | Zeit       | Rang    | Zeit          | Rang          | Zeit          | Rang          | Rang |
| ---------------- | -------------- | ---------- | ------- | ------------- | ------------- | ------------- | ------------- | ---- |
| Frauen           |                |            |         |               |               |               |               |      |
| Abiola Ogunbanwo | 100 m Freistil | 59,74 s NR | 48      | ausgeschieden | ausgeschieden | ausgeschieden | ausgeschieden | 48   |

### Taekwondo
| Athleten            | Wettbewerb       | Achtelfinale | Achtelfinale | Viertelfinale | Viertelfinale | Hoffnungsrunde Halbfinale | Hoffnungsrunde Halbfinale | Halbfinale    | Halbfinale    | Hoffnungsrunde Finale | Hoffnungsrunde Finale | Finale        | Finale        | Rang |
| Athleten            | Wettbewerb       | Gegner       | Ergebnis     | Gegner        | Ergebnis      | Gegner                    | Ergebnis                  | Gegner        | Ergebnis      | Gegner                | Ergebnis              | Gegner        | Ergebnis      | Rang |
| ------------------- | ---------------- | ------------ | ------------ | ------------- | ------------- | ------------------------- | ------------------------- | ------------- | ------------- | --------------------- | --------------------- | ------------- | ------------- | ---- |
| Frauen              |                  |              |              |               |               |                           |                           |               |               |                       |                       |               |               |      |
| Elizabeth Anyanacho | Klasse bis 67 kg | Nur Tatar    | 7:12         | ausgeschieden | ausgeschieden | ausgeschieden             | ausgeschieden             | ausgeschieden | ausgeschieden | ausgeschieden         | ausgeschieden         | ausgeschieden | ausgeschieden | 11   |

### Tischtennis
| Athleten        | Wettbewerb | Vorrunde | Vorrunde | 1. Runde       | 1. Runde      | 2. Runde      | 2. Runde      | 3. Runde       | 3. Runde      | Achtelfinale  | Achtelfinale  | Viertelfinale | Viertelfinale | Halbfinale    | Halbfinale    | Finale/Platz 3 | Finale/Platz 3 | Rang  |
| Athleten        | Wettbewerb | Gegner   | Erg.     | Gegner         | Erg.          | Gegner        | Erg.          | Gegner         | Erg.          | Gegner        | Erg.          | Gegner        | Erg.          | Gegner        | Erg.          | Gegner         | Erg.           | Rang  |
| --------------- | ---------- | -------- | -------- | -------------- | ------------- | ------------- | ------------- | -------------- | ------------- | ------------- | ------------- | ------------- | ------------- | ------------- | ------------- | -------------- | -------------- | ----- |
| Frauen          |            |          |          |                |               |               |               |                |               |               |               |               |               |               |               |                |                |       |
| Offiong Edem    | Einzel     | —        | —        | Dóra Madarász  | 4:1           | Lily Zhang    | 1:4           | ausgeschieden  | ausgeschieden | ausgeschieden | ausgeschieden | ausgeschieden | ausgeschieden | ausgeschieden | ausgeschieden | ausgeschieden  | ausgeschieden  | 33–48 |
| Funke Oshonaike | Einzel     | Liu Juan | 1:4      | ausgeschieden  | ausgeschieden | ausgeschieden | ausgeschieden | ausgeschieden  | ausgeschieden | ausgeschieden | ausgeschieden | ausgeschieden | ausgeschieden | ausgeschieden | ausgeschieden | ausgeschieden  | ausgeschieden  | 65–70 |
| Männer          |            |          |          |                |               |               |               |                |               |               |               |               |               |               |               |                |                |       |
| Olajide Omotayo | Einzel     | —        | —        | Tiago Apolónia | 0:4           | ausgeschieden | ausgeschieden | ausgeschieden  | ausgeschieden | ausgeschieden | ausgeschieden | ausgeschieden | ausgeschieden | ausgeschieden | ausgeschieden | ausgeschieden  | ausgeschieden  | 49–64 |
| Quadri Aruna    | Einzel     | —        | —        | —              | —             | —             | —             | Gustavo Tsuboi | 2:4           | ausgeschieden | ausgeschieden | ausgeschieden | ausgeschieden | ausgeschieden | ausgeschieden | ausgeschieden  | ausgeschieden  | 17–32 |

### Turnen

#### Gerätturnen
Uche Eke qualifizierte sich bei den Afrikameisterschaften 2021 als erster Turner in der Geschichte Nigerias für die Olympischen Spiele.
| Athleten | Wettbewerb       | Qualifikation | Qualifikation | Finale        | Finale        | Rang |
| Athleten | Wettbewerb       | Punkte        | Rang          | Punkte        | Rang          | Rang |
| -------- | ---------------- | ------------- | ------------- | ------------- | ------------- | ---- |
| Männer   |                  |               |               |               |               |      |
| Uche Eke | Barren           | 12,233        | 64            | ausgeschieden | ausgeschieden | 64   |
| Uche Eke | Boden            | 12,833        | 61            | ausgeschieden | ausgeschieden | 61   |
| Uche Eke | Pauschenpferd    | 12,866        | 52            | ausgeschieden | ausgeschieden | 52   |
| Uche Eke | Reck             | 11,500        | 67            | ausgeschieden | ausgeschieden | 67   |
| Uche Eke | Ringe            | 11,900        | 70            | ausgeschieden | ausgeschieden | 70   |
| Uche Eke | Sprung           | 13,433        | 61            | ausgeschieden | ausgeschieden | 61   |
| Uche Eke | Mehrkampf Einzel | 74,765        | 58            | ausgeschieden | ausgeschieden | 58   |